# Rick i Morty: Anime
Rick i Morty: Anime (Rick and Morty: The Anime) je animirana znanstveno-fantastična sitcom serija koju je kreirao i razvio Takashi Sano, a producirali Studio Deen, Sola Entertainment i Telecom Animation Film za kanal Adult Swim. Treća serija u franšizi, temeljena na istoimenoj animiranoj seriji Justina Roilanda i Dana Harmona, u njoj glasove posuđuju Yōhei Tadano kao Rick Sanchez i Keisuke Chiba kao Morty Smith, ponavljajući svoje uloge iz japanske sinkronizacije originalne serije, iako nitko od glumačke postave engleske verzije originalne serije ne reprizira svoje uloge.
Nakon pet pilot kratkih epizoda objavljenih od 29. ožujka 2020. do 12. studenoga 2021., premijera serije zakazana je za 16. kolovoza 2024.

## Radnja
Radnja serije se vrti oko avantura članova obitelji Smith, posebno ludog znanstvenika i samuraja Ricka Sancheza, i njegovih unuka, 14-godišnjeg Mortyja Smitha i 17-godišnje Summer Smith, čiji roditelji, Jerry i Beth Smith (Rickova kći), ne odobravaju njihove avanture.
Različite verzije likova (uključujući predsjednika Mortyja Smitha) nastanjuju druge dimenzije u multiverzumu serije, s njihovim osobnim karakteristikama koje se razlikuju od stvarnosti do stvarnosti.

## Glasovna postava
- Yōhei Tadano kao Rick Sanchez
- Keisuke Chiba kao Morty Smith and President Morty
- Manabu Muraji kao Jerry Smith
- Akiha Matsui kao Summer Smith
- Jun Irie kao Beth Smith and Space Beth

## Pregled serije
| Sezona | Sezona | Epizode | Epizode | Originalno emitiranje | Originalno emitiranje |
| Sezona | Sezona | Epizode | Epizode | Premijera             | Finale                |
| ------ | ------ | ------- | ------- | --------------------- | --------------------- |
|        | Kratke | 5       | 5       | 29. ožujka 2020.      | 12. studenoga 2021.   |
|        | 1.     | 10      | 10      | 16. kolovoza 2024.    | 2024.                 |

## Vanjske poveznice
- Rick i Morty: Anime u internetskoj bazi filmova IMDb-a
- Rick i Morty: Anime na stranicama Anime News Network's enciklopedije